# خواجة عليم الله
خواجة عليم الله (توفي في 24 آب 1854 م) كان أول نواب الدكا ومؤسس عائلة دكا نواب.
كان عليم الله ابن أخ ووريث الأمير التجاري خواجة حافظ الله، ابن خواجة أحسن الله، ووالد خواجة عبد الغني ، أول نواب دكا الذي اعترف به البريطانيون.

## الخلفية

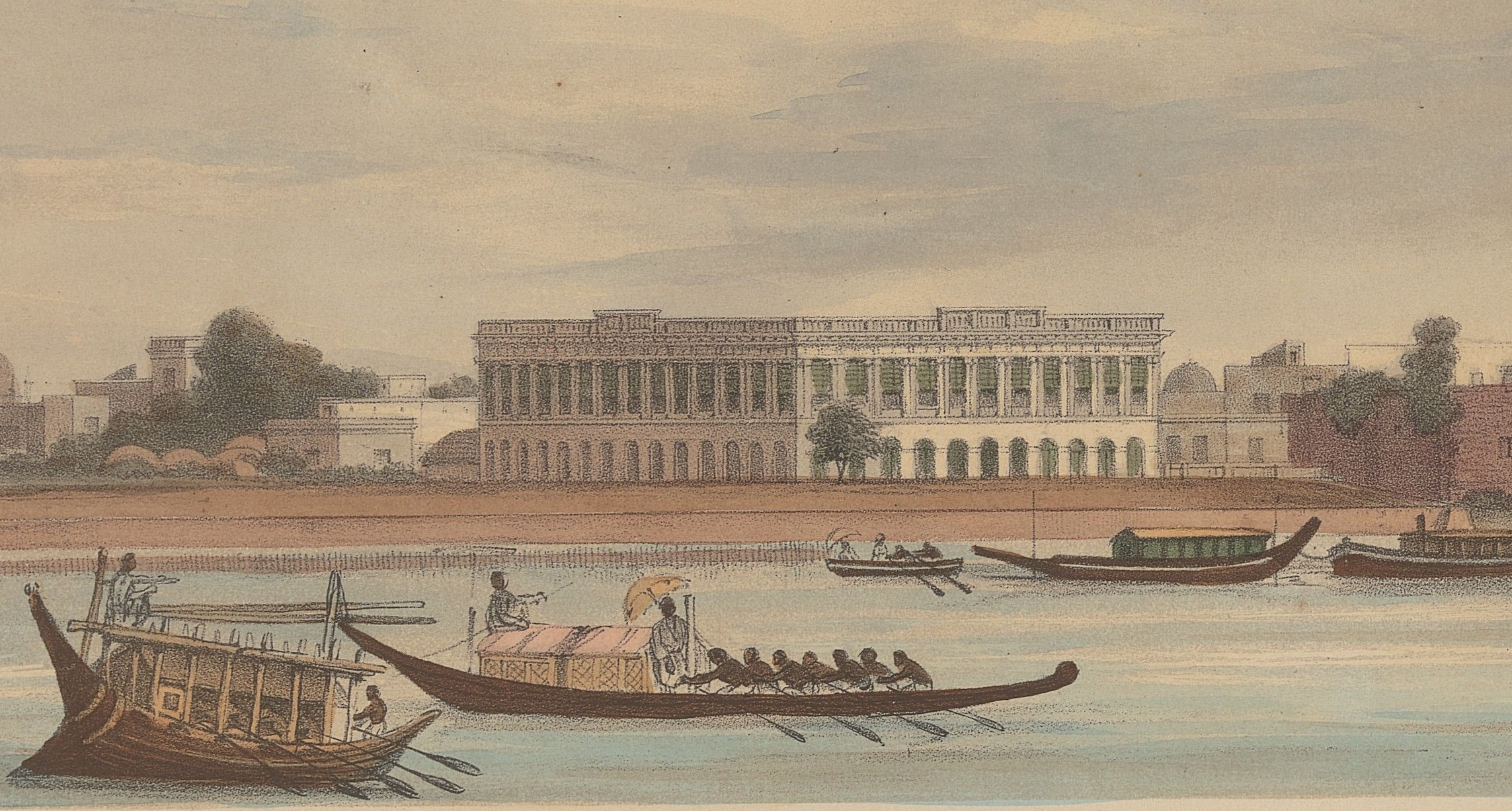
منزل عليم الله على ضفة نهر بوريجانجا عام 1847

ويقال إن أسلاف الخواجة كانوا يتاجرون في غبار الذهب والجلود في كشمير. كان المؤسس الأول لمنطقة دكا نواب هو خواجة حافظ الله، الذي حافظ على التقاليد العائلية وجمع ثروته من التجارة والتبادل التجاري. وكان الجلد والملح من أهم المواد في تجارته. بالتعاون مع التجار الأوروبيين في دكا، قام بتطوير تجارة مزدهرة في الجلود، والملح، والتوابل.

### حديقة بايجونباري للصيد
كانت حديقة الصيد في بيغونباري، قرية سادُلاّهْبور، ضمن اتحاد بيراليا في ساور، عبارة عن متنزه للصيد والاستجمام يخصّ نوّاب دكا. وقد أعلن أليم الله الغابة الواقعة في سادُلاّهْبور محميةً للحياة البرية، وبدأ إنشاء حديقة الصيد، التي أتمّها خواجة عبد الغني لاحقًا. ضمّت الحديقة أنواعًا من الغزلان المحلية والغريبة، والطواويس، والديكة البرية، والحجل، والأرانب. كما كانت الخنازير القابلة للصيد ومختلف أنواع الطيور تعيش على ضفاف البحيرات داخل الغابة. وبحلول عام 1895، أصبحت المنطقة المخصصة كميدان صيد حصري للنوّاب وضيوفهم مقصدًا للصيادين غير الشرعيين.